# 里卡弗里 (喬治亞州)
里卡弗里（英語：Recovery）是位於美國喬治亞州第開特縣的一個鬼鎮。由於此地已於1948年被荒廢，本地已無人居住。

## 地理
里卡弗里的座標為30°45′24″N 84°44′15″W / 30.75667°N 84.73750°W，而該地的平均海拔高度為67米（即220英尺）。